# Hoplitis howardi
Hoplitis howardi är en biart som först beskrevs av Cockerell 1910. Den ingår i släktet gnagbin och familjen buksamlarbin. Inga underarter finns listade i Catalogue of Life.

## Beskrivning
Huvud och mellankropp är svarta, tergiterna två till fyra är röda. Mittpartiet på den fjärde tergiten är alltid svart hos honan, medan det kan vara svart hos hanen. Resten av bakkroppen är svart. Övriga könsskillnader är att partiet just bakom spetsarna på de i övrigt svarta käkarna är röda hos hanen. Tergiternas bakkanter har smala, vitaktiga hårband. Honan är 6 till 7,5 mm lång, hanen 5 till 7 mm.

## Utbredning
Arten förekommer i västra Nordamerika i delstaterna Kalifornien i USA och Baja California i Mexiko.

## Ekologi
Hoplitis howardi är polylektisk, den flyger till blommande växter från många familjer, som korgblommiga växter (ullbladssläktet), strävbladiga växter (Cryptantha), ärtväxter (käringtandssläktet, chileväpplingar och sötväpplingar), vallmoväxter (sömntuta) samt slideväxter (Eriogonum inflatum).
Som alla gnagbin är arten solitär, honan svarar själv för bobyggnaden och omsorgen om avkomman.